# 小格拉德布吕格
小格拉德布吕格是德国石勒苏益格－荷尔斯泰因州的一个市镇。总面积4.67平方公里，总人口566人，其中男性289人，女性277人（2011年12月31日），人口密度121人/平方公里。